# Châteauguay
Châteauguay – miasto w Kanadzie, w prowincji Quebec, w regionie Montérégie i MRC Roussillon. Jest to 21. pod względem wielkości miasto Quebecu. 25 października 1813 roku stoczyła się tutaj bitwa zwana bitwą pod Châteauguay, będąca częścią zmagań wojny brytyjsko-amerykańskiej.
Liczba mieszkańców Châteauguay wynosi 42 786. Język francuski jest językiem ojczystym dla 65,0%, angielski dla 25,5% mieszkańców (2006).

## Współpraca
- Cambrai, Francja